# Division 1 i amerikansk fotboll 2008
Division 1 2008 var den näst högsta serien i amerikansk fotboll för herrar i Sverige säsongen 2008. Serien spelades 10 maj - 6 september 2008 och vanns av Djurgårdens IF. Lagen möttes i dubbelmöten hemma och borta. Vinst gav 2 poäng, oavgjort 1 poäng och förlust 0 poäng.
De två bästa lagen gick vidare till Superserie kval mot de två sämst placerade lagen i  Superserien.

## Tabell
| Nr | Lag                  | S  | V  | O | F  | GP  | IP  | P  |
| -- | -------------------- | -- | -- | - | -- | --- | --- | -- |
| 1  | Djurgårdens IF       | 10 | 10 | 0 | 0  | 357 | 33  | 20 |
| 2  | Örebro Black Knights | 10 | 7  | 0 | 3  | 238 | 139 | 14 |
| 3  | Ystad Rockets        | 10 | 7  | 0 | 3  | 154 | 84  | 14 |
| 4  | Uppsala 86ers        | 10 | 4  | 0 | 6  | 166 | 196 | 8  |
| 5  | Norrköping Panthers  | 10 | 2  | 0 | 8  | 114 | 295 | 4  |
| 6  | Sundsvall Flames     | 10 | 0  | 0 | 10 | 99  | 381 | 0  |

S = Spelade matcher; V = Vunna matcher; O = Oavgjorda matcher; F = Förlorade matcher

GP = Gjorda poäng; IP = Insläppta poäng; P = Poäng

     – Superserie kval.

## Matchresultat
|                      | DIF   | NP    | SF    | U86   | YR    | ÖBK   |
| -------------------- | ----- | ----- | ----- | ----- | ----- | ----- |
| Djurgårdens IF       | -     | 31-0  | 53-0  | 46-7  | 35-0  | 35-6  |
| Norrköping Panthers  | 14-41 | -     | 34-11 | 26-54 | 0-30  | 0-27  |
| Sundsvall Flames     | 6-79  | 12-14 | -     | 27-0  | 7-16  | 32-54 |
| Uppsala 86ers        | 0-23  | 17-14 | 27-17 | -     | 9-14  | 7-19  |
| Ystad Rockets        | 0-7   | 26-0  | 41-0  | 7-6   | -     | 6-7   |
| Örebro Black Knights | 0-7   | 46-12 | 36-14 | 30-12 | 13-14 | -     |

## Kval till Superserien 2009
|       | 14 september 2008 | STU Northside Bulls | 14–34                | Djurgårdens IF | Bergshamra IP                     |                                   |
| 16:00 | 16:00             |                     | (14–27) Matchrapport |                | Publik: 150 Domare: Team Paunonen | Publik: 150 Domare: Team Paunonen |
| 16:00 | 16:00             |                     |                      |                | Publik: 150 Domare: Team Paunonen | Publik: 150 Domare: Team Paunonen |
| 16:00 | 16:00             |                     |                      |                | Publik: 150 Domare: Team Paunonen | Publik: 150 Domare: Team Paunonen |

|       | 14 september 2008 | Göteborg Marvels | 13–6 | Örebro Black Knights | Backavallen |  |
| 16:00 |                   |                  |      |                      |             |  |
|       |                   |                  |      |                      |             |  |
|       |                   |                  |      |                      |             |  |